# Garmin eTrex Legend

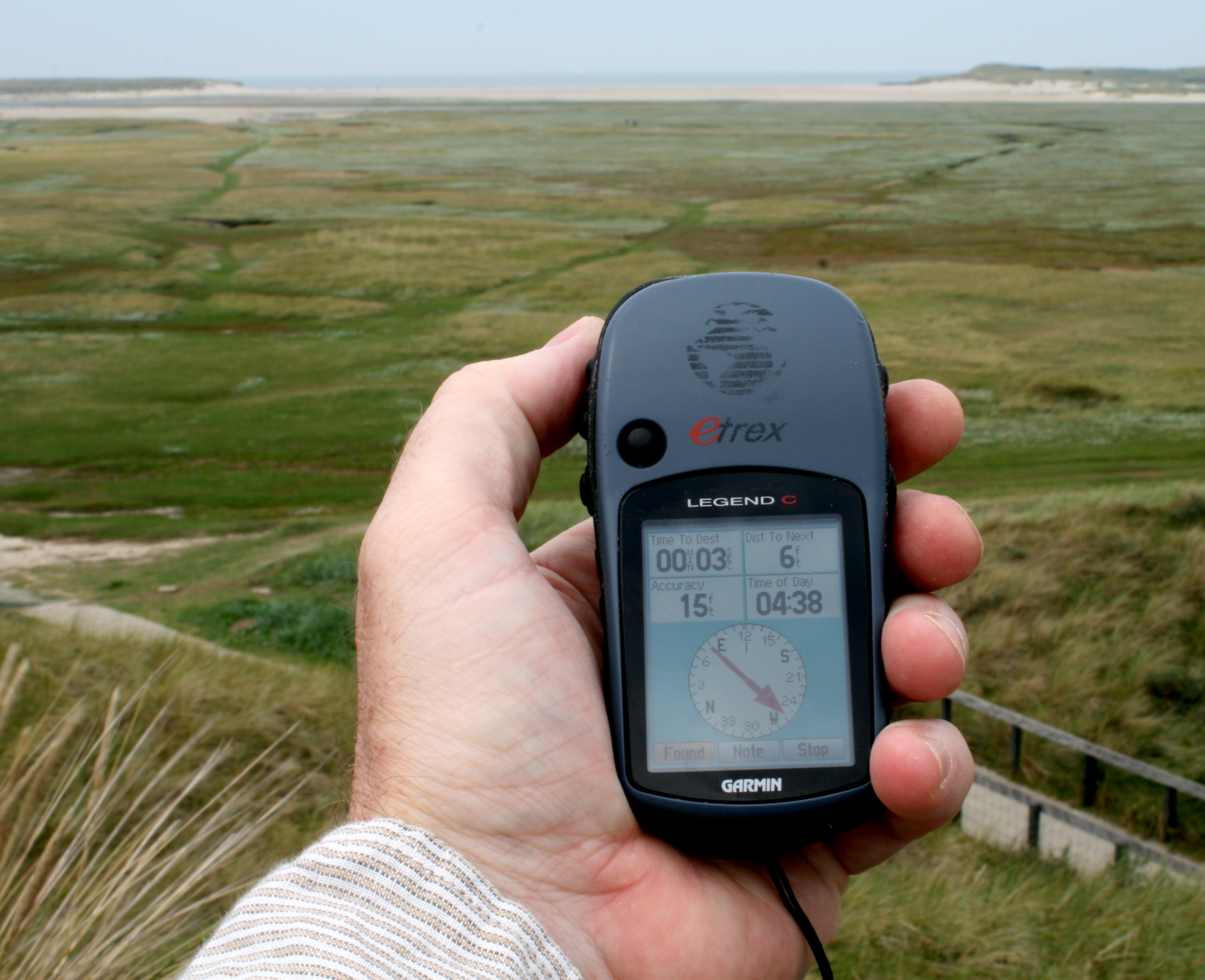
Garmin eTrex Legend

Garmin eTrex Legend, är en handburen GPS-mottagare med möjlighet att lägga in kartor. Skärmen är av typen "Svart mot bakgrund" i 4 nivåer. Internminnet, för att lägga in egna kartor, är på 8 megabytes (MB). Den klarar Wide Area Augmentation System (WAAS) vilket bara fungerar i Nordamerika. Vattentät enligt IPX7 (1 meter i 30 min).

## Specifikation
- Dimensioner: 5,1 x 11,2 x 3,0 cm
- Displayens storlek: 2,8 x 5,4 cm
- Upplösning: 160 x 288 pixels
- Vikt: 150 g med batterier. Batterierna klarar upp till 18 timmar.